# Motta (Campodolcino)
L'Alpe Motta è una località che fa parte del comune di Campodolcino, in Lombardia, sulle Alpi Retiche, ad un'altitudine di 1727 m circa sul livello del mare. Qui arriva la Funicolare di Campodolcino, che serve gli impianti del comprensorio sciistico della vicina Madesimo. In loco è sita la statua della Madonna d'Europa, protettrice degli sciatori, rivestita in oro.

## Monumenti e luoghi d'interesse

### Architetture religiose

#### Santuario di Nostra Signora d'Europa
Sopra all'Alpe Motta, un balcone panoramico naturale detto Alpe Serenissima ospita il Santuario e la Statua di Nostra Signora d'Europa.
Nato per volontà di don Luigi Re come luogo di riconciliazione tra i popoli europei reduci dalla Seconda guerra mondiale, il santuario comprende una struttura circolare su cui, il 15 ottobre 1957, venne posizionata una grande scultura mariana in rame, alta 13 metri e mezzo, placcata in oro, dedicata a Nostra Signora d'Europa. La scultura era stata originariamente pensata per essere posizionata sul Pizzo Stella - in corrispondenza dello spartiacque tra la regione geografica italiana e il bacino idrografico del Reno - ma fu poi installata a Motta per ragioni tecniche. Scolpita dallo scultore Egidio Casagrande di Borgo Valsugana, l'opera fu inaugurata dall'allora cardinale Montini, futuro papa Paolo VI, il 12 settembre 1958, attraverso una cerimonia che comportò anche la lettura di messaggi di saluto da parte di Konrad Adenauer, Robert Schuman e Alcide De Gasperi.
Il Santuario include un altare esterno, una scalinata affacciata in direzione della Casa Alpina di Motta e una cripta dedicata ai soldati di tutta Europa deceduti nel corso del secondo conflitto mondiale. Il Santuario ospita anche la sepoltura di don Luigi Re, promotore anche della costruzione della funivia che, prima della funicolare, metteva in collegamento l'Alpe Motta e Campodolcino.
All'esterno del Santuario, alcune formelle con spunti di meditazione.

#### Chiesa di Sant'Ermagora
Un terrazzo panoramico ospita la chiesa di Sant'Ermagora, risalente al 1768, edificio a cui Giovanni Bertacchi dedicò il sonetto "Chiesetta alpina".

#### Cappelle
- Cappelletta della Madonna, lungo il sentiero nel bosco che porta verso Madesimo[4][5]
- Cappella di Motta Alta[5]

### Architetture civili e archeologia industriale
- Principale struttura dell'abitato è il complesso della ex Casa Alpina dell'Alpe Motta, fondata nel 1924 da don Luigi Re[1]; chiusa dal 2017, è stata parzialmente adibita ad appartamenti privati, sebbene la maggior parte della struttura sia in disuso e in stato di abbandono.
- Cabina della vecchia funivia di Motta, collocata nei pressi della chiesa di Sant'Ermagora.